# イングーシ共和国

イングーシ共和国
ロシア語: Республика Ингушетия
イングーシ語: ГӀалгӀай Мохк

イングーシ共和国（イングーシきょうわこく）は、ロシア連邦の北カフカース連邦管区にある共和国。北カフカース（コーカサス）に位置する。東はチェチェン共和国、西は北オセチア共和国（共にロシア連邦内の共和国）、南はジョージアである。
住民の大半が、イスラム教スンナ派のイングーシ人であり、ロシア人は殆どおらず、これはロシアを構成する共和国としては珍しい。

イングーシ共和国はロシア連邦北カフカース連邦管区地図の2

## 国名
正式名称は、Республика Ингушетия （ラテン文字転写: Respublika Ingushetiya , レスプブリカ イングシェチア）。日本語訳は、イングシェチア共和国。1996年1月9日に改称。
日本では、イングーシ共和国と表記するのが一般的である。
漢字表記は「印古什」。

## 歴史

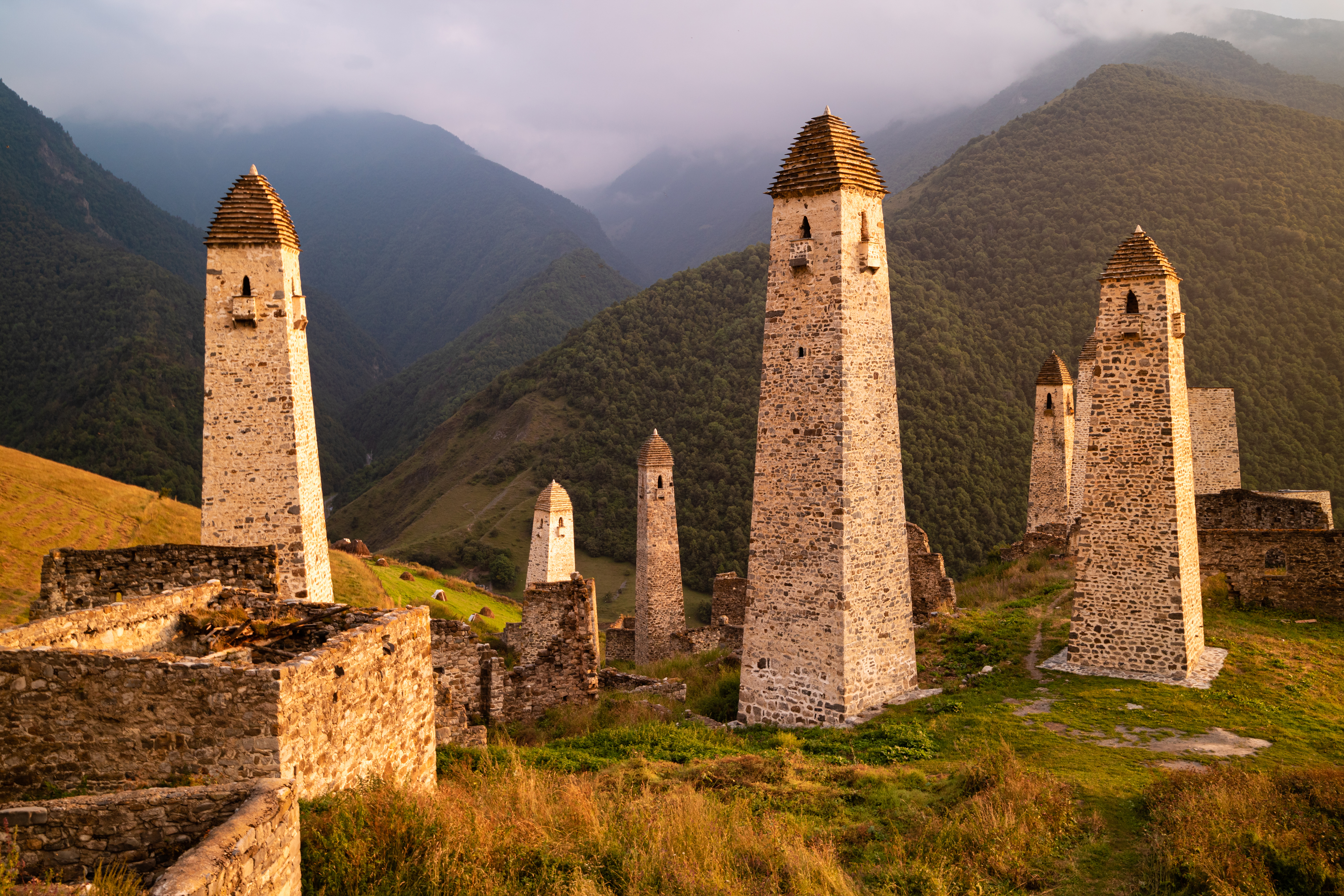
南部ジェイラフ地区の渓谷にあるエルジの村。中世にイングーシ人が建てた独特の見張り塔が多数建つ

イングーシ人とチェチェン人は、民族的には同一であり、1859年に帝政ロシアが北カフカスを併合するにあたって、抵抗した東部地域のグループをチェチェン人、抵抗しなかった西部地域のグループをイングーシ人と呼称したのが分離のはじまりであった。
ソビエト連邦成立後の1924年にイングーシ自治州が設置され、1934年、チェチェン自治州と合併し、チェチェノ・イングーシ自治州となる。1936年にはチェチェン・イングーシ自治ソビエト社会主義共和国に格上げされた。
1941年の独ソ戦開始でソ連が第二次世界大戦に参戦した後、1942年にはナチス・ドイツがチェチェノ・イングーシ自治共和国（特にグロズヌイの油田）を目標にしたブラウ作戦を発動し、ドイツ国防軍は9月に現イングーシ共和国北部のマルゴベクを占領したが、この先の侵攻はソ連の赤軍によって食い止められ、1943年1月のマルゴベク奪回によってドイツ軍はイングーシから撤退した。すると、同年から翌1944年にかけ、ソ連の最高指導者ヨシフ・スターリンは、イングーシ人やチェチェン人などの諸民族を丸ごと中央アジアやシベリアに強制移住させた。これにより、イングーシ人の約30%が最初の1年で死亡したとされる。戦争終了後の1946年、チェチェン・イングーシ自治ソビエト社会主義共和国は法律上も消滅し、その領土は北オセチア自治共和国へ編入。これが後の北オセチアとの紛争の種になる。
1957年、スターリン死後の再評価に伴いイングーシ人やチェチェン人の名誉が回復され復権、チェチェノ・イングーシ自治共和国が復活する。ただし、領土は1946年以前よりも縮小した。
ソビエト連邦末期の1990年11月に、チェチェノ・イングーシ共和国は既に主権宣言をしていたロシア共和国からの独立を宣言（ソビエト連邦には残留）。ただし、イングーシ人はロシア残留を希望していた。ソ連8月クーデターにより連邦政府が形骸化していた1991年10月に大統領選挙が行われたが、イングーシ人はボイコット。1991年11月、ジョハル・ドゥダエフ大統領がチェチェノ・イングーシ共和国（チェチェン・イチケリア共和国）の完全独立国家宣言（ソビエト連邦とロシア共和国の双方から離脱）を強行。イングーシ人は住民投票により、イングーシ共和国の創設を選択する。1991年12月、ロシア中央政権とチェチェノ・イングーシ共和国政権の双方が、イングーシ共和国の分離・創設を承認する。同月にソビエト連邦が消滅し、イングーシ共和国は改めてロシア連邦の一部となった。
1992年6月、ボリス・エリツィンがロシア大統領令を発し、イングーシ共和国の創設を布告。その中で、イングーシ共和国の領土が、北オセチアの一部にも及んでいたため、北オセチア共和国が反発。1992年10月、北オセチア共和国との間で武力紛争が勃発。
1996年1月、正式名称をイングーシスカヤ共和国から、イングーシェチア共和国に改称。1999年からの第二次チェチェン紛争によるチェチェン共和国からの難民がイングーシ共和国で避難生活を余儀なくされている。一方、チェチェンでのロシア軍による取り締まりを逃れて、同地で活動していたジハード主義系武装勢力がイングーシに拠点を移しているとされるなど、イングーシ共和国では北カフカス地域の情勢不安に伴う緊張状態が続いている。

### 近況

2009年に入ってから、共和国政府を狙った連続テロ事件が続発。治安が急速に悪化している。6月に自動車爆弾を使用した、エフクロフ大統領を狙う暗殺未遂事件が起き、8月12日は、武装集団に建設省ビルを襲撃され、共和国建設相が殺害された。一週間後の8月17日、今度は警察本部が自爆テロの標的となり、24人が死亡、200人が負傷した。2009年だけで80人がテロの犠牲となった。イングーシ国内でのテロの激化への対処として、ロシア政府が2500名の国内軍を送り、ロシア軍のイングーシ駐屯軍は約3倍に増強することとなった。
治安悪化の原因は、失業率が60%を超える経済状態の悪さと、同害報復の伝統が根強いことから、治安部隊に家族を殺された人物が、報復のためジハード主義組織に加わるというケースもあり、テロを生む土壌があることが指摘される。
一方で、ロシアとイングーシ共和国の治安部隊による住民に対する人権侵害も指摘されている。治安機関により、テロ容疑者と疑われた市民が殺害されたり、治安部隊に連行され、拷問を受けたり、行方不明となる事件が起きている。地元人権団体の調べでは、治安当局に連行されて行方不明となった住民は180人に上り、遺体で発見されることも多いという。 人権団体は、治安当局が疑わしい住民を拉致した上で殺害していると非難しているが、当然のことながらイングーシ共和国政府はこれを認めていない。
2009年10月には、治安当局による拉致事件を調査していた野党指導者が何者かにより暗殺されている。

## 標準時
この地域は、モスクワ時間帯の標準時を使用している。時差はUTC+3時間で、夏時間はない。（2011年3月までは、標準時がUTC+3で夏時間がUTC+4、同年3月から2014年10月までは通年UTC+4であった）